# Чосткув (Підляське воєводство)
Чосткув (пол. Czostków) — село в Польщі, у гміні Філіпув Сувальського повіту Підляського воєводства.
Населення — 86 осіб (2011).
У 1975-1998 роках село належало до Сувальського воєводства.

## Демографія
Демографічна структура станом на 31 березня 2011 року:
|          | Загалом | Допрацездатний вік | Працездатний вік | Постпрацездатний вік |
| -------- | ------- | ------------------ | ---------------- | -------------------- |
| Чоловіки | 47      | 8                  | 31               | 8                    |
| Жінки    | 39      | 8                  | 23               | 8                    |
| Разом    | 86      | 16                 | 54               | 16                   |